# Robertgurneya soyeri
Robertgurneya soyeri är en kräftdjursart. Robertgurneya soyeri ingår i släktet Robertgurneya och familjen Diosaccidae. Inga underarter finns listade i Catalogue of Life.